# Marina Kúzina
Marina Viatxeslàvovna Kúzina, en rus: Марина Вячеславовна Кузина (nascuda el 19 de juliol de 1985 a Moscou, Rússia) és una jugadora de bàsquet russa. Ha aconseguit 4 medalles en competicions internacionals amb Rússia.